# Marco Polo (sèrie de televisió)
Marco Polo és una sèrie web estatunidenca de drama inspirada en els primers anys de Marco Polo a la cort de Khublai Khan, el Gran kan de l'Imperi Mongol i el fundador de la dinastia Yuan (1271–1368). La producció s'estrenà a Netflix el 12 de desembre de 2014. La sèrie va ser escrita i creada per John Fusco i es protagonitzada per Lorenzo Richelmy en el paper de Marco Polo i Benedict Wong com a Khublai Khan. La sèrie és produïda per The Weinstein Company. El 7 de gener de 2015, Marco Polo va ser renovada per Netflix per a una segona temporada de 10 episodis, la qual s'estrenà l'1 de juliol de 2016.

## Repartiment i personatges

### Principal
- Lorenzo Richelmy com a Marco Polo.[2]
- Benedict Wong com a Khublai Khan.[2]
- Joan Chen com a Chabi, emperadriu de la Dinastia Yuan, primera muller del Khan.[4]
- Pierfrancesco Favino com a Niccolò Polo, el pare de Marco.
- Rick Yune com a Kaidu, el cosí del Khan,[2] dirigent del kanat d'Ögedei.[5]
- Amr Waked com a Yússuf, el Vice-regent o Canceller del Khan. (temporada 1)[6]
- Remy Hii com a Príncep Zhenjin, l'hereu i fill lícit del Khan.[2]
- Zhu Zhu com a Kököchin, la Blue Princess (Princesa Blava) del clan mongol Bayid.[2]
- Tom Wu com a Hundred Eyes (Cent Ulls), un monjo taoista lligat a servir el Khan.[2]
- Mahesh Jadu com a Ahmad Fanakati, el Ministre de Finança del Khan.
- Olivia Cheng com a Mei Lin, concubina de l'emperador Lizong de Song.
- Uli Latukefu com a Byamba, el fill bord del Khan, un general tant de l'exèrcit imperial i com de l'horda mongol.
- Chin Han com a Jia Sidao, el canceller dels emperadors de la dinastia Song Huaizong i Duanzong, i germà de Mei Lin. (temporada 1, recurrent a la temporada 2)[7]
- Ron Yuan com a Nayan (temporada 2)
- Claudia Kim com a Khutulun,[8] filla de Kaidu, una guerrera inigualable a dret propi. (temporada 2, recurrent a la temporada 1)
- Jacqueline Chan com a Shabkana, mare de Kaidu (temporada 2)
- Leonard Wu com a Orus (temporada 2)
- Thomas Chaanhing com a Gerel (temporada 2)
- Chris Pang com a Arban (temporada 2)
- Gabriel Byrne com a Papa Gregori X (temporada 2)
- Michelle Yeoh com a Lotus (temporada 2)

### Recurrent
- Chloe Luthi (temporada 1) i Jaime Chew (temporada 2) com a Ling Ling, la filla de Mei Lin i l'anterior Emperador de la Dinastia Song.
- Max Kellady com a noi Emperador, el fill de l'emperadriu mare i l'Emperador anterior de la Dinastia Song.
- Esther Low com a Princesa Blava, la princesa real del clan mongol Bayid.

#### Temporada 1
- Tan Kheng Hua com a Xie Daoqing, emperadriu mare de la dinastia Song.
- Lawrence Makoare com a Za Bing, protector eunuc de la Princesa Kokachin.
- Patrick Teoh com a TBD
- Shu Un Oon com a Jing Fei, amiga de la Mei Lin, també una concubina imperial.
- Nicholas Bloodworth com a Tulga, guardià de Kokachin.
- Vanessa Vanderstraaten com a Sorga
- Corrado Invernizzi com a Maffeo Polo, l'oncle de Marco .
- Baljinnyamyn Amarsaikhan com a Ariq Böke, el germà del Khan, capatàs de Karakorum.
- Woon Young Park com a Nima
- Darwin Shaw com a Sabbah, un dels recol·lectors d'impostos del Khan, informant d'Ahmad.

#### Temporada 2
- Jason Chong com a Kasar
- Tosh Zhang Com a Bai
- Byambadorj Altanhuyag com a General Qaban
- Bayarsaikhan Baljinnyam com a Bariyachi
- Aaron Jackson com a Maximus Dutti
- Laura Prats com a Shoreh

## Producció
La sèrie fou inicialment desenvolupada a Starz, el qual havia agafat la sèrie el gener del 2012. Després que els intents de filmar a la Xina fallessin, el projecte va ser retornat a The Weinstein Company. Llavors Netflix agafà la sèrie per una temporada de 10 episodis, per aproximadament 90 milions de dòlars, per darrere de Game of Thrones. El projecte fou anunciat oficialment a Netflix el gener del 2014. Joachim Rønning i Espen Sandberg són productors executius i van dirigir els episodis pilot i 2, "The Wayfarer" i "The wolf and the Deer", respectivament. La sèrie va ser filmada a Itàlia, el Kazakhstan, i als estudis Pinewood a Malàisia.
Va ser planejat que Stuntman Ju Kun treballés a la sèrie junt amb el coreògraf de lluita Brett Chan, però és donat per mort degut a la desaparició del Vol 370 de Malaysia Airlines.
Durant la seva recerca extensa, el creador de la sèrie John Fusco va viatjar per la Ruta de la Seda a cavall i també travessà les dunes Ming Sha de la Xina Occidental amb camell. A Venècia, Itàlia, va buscar i estudiar L'última Voluntat i Testament de Marco Polo. Mentre que alguns espectadors mongols i experts la veuen com "plena d'errors històrics", molts han elogiat la sèrie. Orgil Narangerel, qui interpretà Genghis Khan en un documental de la BBC, digué que és més acurada que qualsevol altre retrat estranger anterior de la cultura mongola. "Com a mongol i artista, 'MarcoPolo' em fa sentir com que els nostres somnis estan fent-se realitat", digué. "Vaig mirar tots 10 episodis en un sol dia."

### Música
La sèrie presenta música de les bandes mongoles Altan Urag i Batzorig Vaanchig de la "Asia's Got Talent". Daniele Luppi va compondre el tema principal, mentre que Peter Nashel i Eric V. Hachikian són compositors de la partitura original.

## Recepció
Marco Polo s'ha trobat des de crítiques mixtes a crítiques negatives per part dels crítics. A Rotten tomatoes la primera temporada té una puntuació de 24%, basada en 33 crítiques, amb una puntuació mitjana de 4,7/10. El consens crític del lloc diu, "Una decepció en tots els sentits, Marco Polo és menys entretinguda que una ronda del joc que comparteix el seu nom". A Metacritic, la primera temporada té una puntuació de 48 sobre 100 basada en 21 ressenyes per part de crítics, indicant "crítiques mixtes".
En la seva crítica per Entertainment Weekly, Jeff Jensen va donar a la primera temporada una puntuació "B−", però anotà "En algun moment enmig de l'episodi 2, però, Marco Polo esdevé sorprenentment agradable. La producció esdevé més atrevida". Escrivint per People, Tom Gliatto va elogiar la sèrie, descrivint-la com a "...una divertida, sacsejant, èpica a l'antiga". El crític de la USA Today Robert Bianco va donar a la sèrie 1,5 estrelles sobre 4, anotant "Clarament el que Netflix espera que veuràs és un entreteniment de molts diners i prestigi al nivell de certa fantasia èpica de l'HBO, però realment, Marco està més proper a una d'aquelles aventures cursis de sindicat internacional".
A Rotten Tomatoes, la segona temporada de Marco Polo té una valoració de 100%, basada en només tres crítiques. 
El 23 de març del 2015, el President de Mongòlia Tsakhiagiin Elbegdorj va presentar John Fusco i l'equip creatiu de Marco Polo amb un premi, honorant el seu retrat positiu i presentació global sobre la matèria Mongol. En Fusco mateix ha descrit la sèrie com a ficció històrica, basada en els contes del viatger venecià Marco Polo.

## Episodis

### Temporada 1
| Num. Sèrie | Num. Temporada | Títol original            | Dirigit per                      | Escrit per         | Data d'emissió original |
| --- | -------------- | ------------------------- | -------------------------------- | ------------------ | ----------------------- |
| 1 | 1              | «The Wayfarer»            | Joachim Rønning i Espen Sandberg | John Fusco         | 12 de desembre de 2014  |
| Després de tres anys creuant mars, deserts i la Ruta de la Seda, un jove Marco Polo es troba presoner del gran Kublai Khan.                                                                      |                |                           |                                  |                    |                         |
| 2 | 2              | «The Wolf and the Deer»   | Joachim Rønning i Espen Sandberg | John Fusco         | 12 de desembre de 2014  |
| Metre Kublai Khan s'enfronta al seu germà bel·licista per dirigir Mongolia, Marco aprèn que la justicia a la ciutat imperial del Khan és tan ràpida com mortal.                                  |                |                           |                                  |                    |                         |
| 3 | 3              | «Feast»                   | Alik Sakharov                    | Michael Chernuchin | 12 de desembre de 2014  |
| Marco comença una "relació" perillosa amb la bonica Princesa Blava mentre les tensions creixen entre Kublai i l'astut canceller de Xiangyang.                                                    |                |                           |                                  |                    |                         |
| 4 | 4              | «The Fourth Step»         | Alik Sakharov                    | Brett Conrad       | 12 de desembre de 2014  |
| A mesura que la guerra amb la ciutat emmurallada de Xiangyang es va coent, el Príncep Jingim posa a prova les seves habilitats de diplomatic, mentre que Kublai qüestiona la lleialtat de Marco. |                |                           |                                  |                    |                         |
| 5 | 5              | «Hashshashin»             | Daniel Minahan                   | Patrick Macmanus   | 12 de desembre de 2014  |
| Marco busca la ment darrere d'una conspiració assassina, mentre que el Príncep Jingim pesa els riscos de represàlies.                                                                            |                |                           |                                  |                    |                         |
| 6 | 6              | «White Moon»              | Daniel Minahan                   | Dave Erickson      | 12 de desembre de 2014  |
| A la vigília d'una cerimònia auspiciosa, Marco busca el culpable de l'intent d'assassinat de Kublai Khan, mentre un nou intent pren forma.                                                       |                |                           |                                  |                    |                         |
| 7 | 7              | «The Scholar's Pen»       | David Petrarca                   | Michael Chernuchin | 12 de desembre de 2014  |
| Marco i Hundred Eyes tenen la perillosa missió d'infiltrar-se a la ciutat emmurallada de Xiangyang, mentre que el seu canceller lluita per mantenir-se al poder.                                 |                |                           |                                  |                    |                         |
| 8 | 8              | «Rendering»               | John Maybury                     | Brett Conrad       | 12 de desembre de 2014  |
| Quan Kublai posa el seu punt de mira - i el seu exèrcit - en la presa de la ciutat emmurallada de Xiangyang, la lleialtat de Marco es posa a prova.                                              |                |                           |                                  |                    |                         |
| 9 | 9              | «Prisoners»               | David Petrarca                   | Patrick Macmanus   | 12 de desembre de 2014  |
| Marco té el seu destí a les mans de Kublai altra vegada. Mentrestant, darrere les muralles de Xiangyang, el canceller Sidao es disposa a recuperar el seu poder.                                 |                |                           |                                  |                    |                         |
| 10 | 10             | «The Heavenly and Primal» | John Maybury                     | John Fusco         | 12 de desembre de 2014  |
| L'enginy, i llaieltat, de Marco es posa a prova definitivament quan en Kublai fa un pas violent i audaç en la seva recerca per convertir-se en l'emperador del món.                              |                |                           |                                  |                    |                         |

### Especial de Nadal
| Num. Sèrie | Títol Original     | Dirigit per   | Escrit per | Data d'emissió original |
| --- | ------------------ | ------------- | ---------- | ----------------------- |
| 11 | «One Hundred Eyes» | Alik Sakharov | John Fusco | 26 de desembre de 2015  |
| Un monjo-guerrer desafiant arriba a la cort de Kublai Khan en cadenes i aviat es guanya el seu tràgic sobrenom en aquesta història de 30 minuts sobre els orígens. |                    |               |            |                         |

### Temporada 2
| Num. Sèrie | Num. Temporada | Títol Original                 | Dirigit per    | Escrit per                           | Data d'emissió original |
| --- | -------------- | ------------------------------ | -------------- | ------------------------------------ | ----------------------- |
| 12 | 1              | «Hunter and the Sable Weaver»  | Daniel Minahan | John Fusco                           | 1 de juliol de 2016     |
| En el dia del casament del Príncep Jingim, Kublai rep notícies inquietants sobre les ambicions del seu cosí, mentre que Marco sembarca a una missió delicada.           |                |                                |                |                                      |                         |
| 13 | 2              | «Hug»                          | David Petrarca | Patrick Macmanus                     | 1 de juliol de 2016     |
| Marco es troba una sorpresa desagradable al seu retorn a la cort de Kublai. Kublai s'enfronta a una decisió increïblement difícil.                                      |                |                                |                |                                      |                         |
| 14 | 3              | «Measure Against the Linchpin» | Daniel Minahan | Elizabeth Sarnoff                    | 1 de juliol de 2016     |
| Turmentat pels esdeveniments recents, Kublai viatja amb Marco a les muntanyes a la recerca de respostes. Emperadriu Chabi pren mesures per assegurar un hereu al Khan.  |                |                                |                |                                      |                         |
| 15 | 4              | «Let God's Work Begin»         | David Petrarca | Kate Barnow                          | 1 de juliol de 2016     |
| El desafiament per al tron s'intensifica quan dos dels fills de Kublai estan en perill. Des de molt lluny, a Acre, la Terra Santa, neix una altra amenaça per al Khan.  |                |                                |                |                                      |                         |
| 16 | 5              | «Lullaby»                      | Jon Amiel      | Bruce Marshall Romans                | 1 de juliol de 2016     |
| Els atacs rebels esclaten al sud i porten l'atenció de Kublai lluny de casa. Kokachin rep un visitant no desitjat del seu passat.                                       |                |                                |                |                                      |                         |
| 17 | 6              | «Serpent's Terms»              | Jon Amiel      | Noelle Valdivia                      | 1 de juliol de 2016     |
| La partida d'escacs mortal i secreta d'Ahmed contra Kublai entra en la fase final, així com la set de poder de Kublai creix més forta que mai.                          |                |                                |                |                                      |                         |
| 18 | 7              | «Lost Crane»                   | Alik Sakharov  | Matthew White                        | 1 de juliol de 2016     |
| La crueltat de Kaidu assoleix nous nivells en la seva lluita pel poder, mentre l'ex-amant de Hundred Eyes el fa qüestionar les seves lleialtats.                        |                |                                |                |                                      |                         |
| 19 | 8              | «Whitehorse»                   | James McTeigue | Elizabeth Sarnoff & Patrick Macmanus | 1 de juliol de 2016     |
| La lleialtat de Marco a Kublai es posa a prova com mai abans. El valent moviment de Mei Lin porta els plans d'Ahmed al caos.                                            |                |                                |                |                                      |                         |
| 20 | 9              | «Heirs»                        | James McTeigue | Kate Barnow                          | 1 de juliol de 2016     |
| El passat de Marco amb Kokachin ressorgeix. La posició de Kublai com a kan s'enfronta a un desafiament final, fins i tot quan dona la benvinguda a un nou hereu al món. |                |                                |                |                                      |                         |
| 21 | 10             | «The Fellowship»               | Alik Sakharov  | Elizabeth Sarnoff & Patrick Macmanus | 1 de juliol de 2016     |
| El dia de la Kurultai arriba, donant forma al destí de Kublai com a kan. Ahmed fa la seu últim intent, i Marco aprèn una terrible veritat.                              |                |                                |                |                                      |                         |